# Valerie O'Connor
Valerie O'Connor es una actriz de televisión, actriz de teatro y cantante irlandesa. Es conocida por interpretar a Nikki Grogan en la telenovela Red Rock y a Miss Jervis en ROY.

## Vida personal
O'Connor reside en centro de la ciudad de Dublín, pero ocasionalmente vive en una casa en Wicklow los fines de semana. O'Connor es embajador de Cystic Fibrosis Ireland y de su campaña "Uno entre 1.000".
O'Connor reveló en agosto que estaba embarazada de nueve meses y anunció que dio a luz a una niña el 15 de septiembre de 2016.

## Filmografía
| Año  | Título                      | Papel               |
| ---- | --------------------------- | ------------------- |
| 2020 | Cerca de ti                 | Ella                |
| 2019 | Extra Ordinary              | Angela              |
| 2015 | Cherry Tree                 | Claire              |
| 2015 | Red Rock                    | Nikki Grogan        |
| 2015 | The Roy Files               | Miss Jane Jervis    |
| 2014 | ROY                         | Miss Jane Jervis    |
| 2013 | Romantic Road               | Mirella             |
| 2012 | Loving Miss Hatto           | Phylis              |
| 2012 | Dublin in Pieces            | Maria               |
| 2011 | Made in Temple Bar          | Ella misma          |
| 2010 | Jack Taylor                 | Nuala               |
| 2010 | Love/Hate                   | Miss Beirne         |
| 2010 | Round Ireland with a Fridge | Roisin              |
| 2008 | The Daisy Chain             | Jenny Gahan         |
| 2008 | City of Ember               | Persona en la línea |
| 2007 | English Class               | Tracey              |
| 2007 | Damage                      | Dee Mackey          |
| 2007 | Los Tudor                   | Lady Unkindness     |
| 2007 | The Sound of People         | Sinead              |

## Teatro
| Título                        | Papel       |
| ----------------------------- | ----------- |
| La ópera de los tres centavos | Dolly       |
| Jezabel                       | Jezebel     |
| Durang Durang                 | —           |
| Plaza Suite                   | Jean        |
| Serious Money                 | Scilla Todd |
| Richard III                   | Lady Ann    |